# Зграда Окружног уреда
Зграда Окружног уреда налази се на углу улица Кнегиње Љубице и Ген. Милојка Лешјанина, подигнута пре 1938. године од стране нишке општине за обједињење медицинске услуге нишког округа у стилу крајње поједностављене модерне.

## Архитектура
Зграда уреда, спратности П+3 је у архитектонском смислу крајње поједностављен објекат у маси и обради фасада. Подигнута је пре 1938. године за потребе обједињења медицинске услуге нишког округа. Са северне стране је после Другог светског рата дограђено троспратно крило, које са првобитним, вишим делом чини симетричну целину.
Подужна, источна фасада, иако са потпуно једнаком ширином прозора на свим етажама, добила је на квалитету наглашавањем приземља веђом висином прозора (што је вероватно и последица финкције) и централно постављеним улазом надстершницом. Бочни троспратни корпус са локалом у приземљу употпуњује општи утисак коректности и чистог решења.

## Зграда кроз време
Од 1945. године у овој згради налазило се Дом здравља “Бубањ”. Његовом организацијом било је предвиђено да обухвати комплетну специјалистичку службу некадашње Градске поликлинике. Први управник овог Дома био је др Владимир Димитријевић.
У овој згради пословни простор на трећем спрату имало је Предузеће за пројектовање Ниш, данас Ниш пројект.
Данас је ово зграда Прекршајног суда у Нишу.